# 颱風彩雲 (2009年)
| 太平洋颱風季             |
| 主題頁 - 專題 - 編輯指南 |

颱風彩雲（國際編號：0914，聯合颱風警報中心：15W），是2009年太平洋颱風季第14個被命名的熱帶氣旋。「彩雲」一名由香港提供，意思是色彩繽紛的雲層，命名自位於九龍的公共屋邨彩雲邨。
彩雲是香港天文台在當年推行新熱帶氣旋分級制，增加「強颱風」和「超強颱風」級別以來，第一個被定為「超強颱風」的熱帶氣旋，亦是首個於香港天文台責任範圍內出現的強颱風或以上級別之熱帶氣旋。（而在西北太平洋第一個被香港天文台定為強颱風的熱帶氣旋是颱風環高，但沒進入香港天文台的責任範圍）

## 發展過程
9月12日下午，因螺旋形良好，聯合颱風警報中心把塞班島以東約420公里處的熱帶擾動93W升格為熱帶低氣壓15W。並預料它向西至西北偏西移動，趨向北馬里亞納群島一帶。9月13日凌晨命名為熱帶風暴彩雲，在移至關島一帶後開始，一直停留不動，加上當時受南海北部的一道熱帶低氣壓影響，與彩雲本身產生了藤原效應，使彩雲結構收縮，同時影響了穩定向西移動的速度，甚至中途轉向北移動。9月15日，彩雲開始轉向北移動後，曾一度登陸一個屬美國北馬利安納群島名叫阿拉木根的島嶼。9月16日3时强度被提升至105節（194每小時；121英里每小時）（10分鐘平均風速）和140節（260每小時；160英里每小時）（1分鐘平均風速），即五级颱風，亦是本年全球第一个五级颱風。
在9月18日凌晨4時，位於西北太平洋的超強颱風彩雲集結在硫磺島之西南偏南約390公里，即21°36′N 139°48′E / 21.6°N 139.8°E，向西北偏北移動，時速約16公里，橫過西北太平洋。再於硫黃島一帶轉向東北方向移動，進入了西風帶後強度開始減弱，再於日本本州東面的西太平洋高速掠過，減弱為強烈熱帶風暴，最後於9月20日晩上轉化為溫帶氣旋。並於9月21日凌晨消散。
在9月18日早上被香港天文台降格為強颱風，其後離開監測範圍，於同日作出最後報告。

## 影響
彩雲自生成至消散期間，由於沒有進入西太平洋的東亞國家，所以沒有對東亞國家構成嚴重傷亡和金錢上的損失。但在增強至超強颱風前曾一度登陸一個屬美國北馬利安納群島，名叫阿拉木根的小島上，吹倒和吹塌了島上的樹和當地居民的房屋。

## 內部連結
- 2009年太平洋颱風季
- 熱帶氣旋

## 外部連結
- （英文）https://web.archive.org/web/20090826230250/http://metocph.nmci.navy.mil/jtwc.php 聯合颱風警報中心首頁
- （日語）http://www.jma.go.jp/jma/index.html （页面存档备份，存于） 日本氣象廳首頁
- （繁體中文）http://www.cwb.gov.tw （页面存档备份，存于） 中央氣象局首頁
- （英文）http://www.pagasa.dost.gov.ph/ （页面存档备份，存于） 菲律賓大氣地球物理和天文管理局首頁
- （繁體中文）http://www.hko.gov.hk （页面存档备份，存于） 香港天文台首頁
- （繁體中文）http://www.smg.gov.mo （页面存档备份，存于） 澳門地球物理暨氣象局首頁